# 同音词
同音词（Homophone），又称同音异义词，是指语言中读音相同，但是意义不同的词汇。這些詞可能寫法相同，以中文而言，例如「杜鵑」一詞，可以指杜鵑鳥，也可以指杜鵑花；也可能寫法不同，例如制服、制伏等等。在表音文字中，同音異義語也可以指與其他片語或字母發音相同的片語或字母。
汉语中，由於習慣上用一個漢字記錄一個單音節語素，因此，漢語中除同音詞外，还有同音字的概念，也就是读音相同，但是意义不同的汉字，即同音的單音節詞。
英语「Homophone」的字源是希臘文的「homo-」 (ὁμο-，相同)，以及「phōnḗ」 (φωνή，發聲)。反義詞為「heterophone」，即為多音字。
由于文字的书写形式问题，有人还把同音词分成两种：
- 同形同音词 ：也就是书写形式相同的同音词，例如杜鹃既是一类鸟的名称，又是一种植物的名称、千萬可以表示“务必”的意思，也可以指数字10,000,000；英语中，bat可以指蝙蝠或者球拍。mine可以指矿井或地雷。
- 异形同音词 ：就是书写形式不同的同音词。例如乐器琵琶和植物枇杷；英语中，eye意为眼睛，I意为第一人称我，两者都念/aɪ/。

## 相關概念
- 同义词
- 同形词（homograph）：指的是拼写相同，但意义不相同的词，如：大夫 (醫生)和大夫 (官名)；英语中，resume/ɹɪˈzjuːm/意为“恢复”，resume/ˈɹɛz.(j)ʊˌmeɪ/意为“简历”（後者有時會寫成“résumé”作區別）。

同音词可能会在交谈时引起词义混淆，但是在具体的语言环境里，配合上下文、手势、声调等，很少真正会引起混淆。在可能混淆的场合，往往会在语言中添加修饰成分或限定成分来区别。同音词也是文字游戏、修辞、猜谜等常用的元素之一。

## 示例

### 
- ：意義、異議、意譯
- ：近侍、近世、進士、盡是、近視、盡世
- ：交代、膠帶、交待
- ：手勢、首飾、守勢
- ：城市、程式、乘勢、成事
- ：堵住、賭注
- ：隱情、引擎
- ：目的、墓地
- ：迷路、麋鹿
- ：由於、魷魚
- ：報復、抱負

### 廣東話
- sing3 ming4：聖明、姓名
- si1 zi2：撕紙、獅子
- gong2 si1：講師、港獅
- zi6 wai6：自衛、智慧
- si1 gaa1：私家、施加
- tung4 haai4：銅鞋、童孩
- faat3 ming4：法名、發明
- jyun4 bat1：完畢、鉛筆
- gong2 ze2：講者、港姐
- baan1 zoeng2：班長、頒獎
- ci4 coeng4：慈祥、磁場
- zi2 man4：子民、指紋
- cyun4 sing4：全城、傳承
- syu1 faat3：書法、抒發

### 日語
- Kōshō：
- Shinsei：
- Seika：
- Kikan：
- Sanka：
- Kisha：
- Senzai：
- Kenshō：
- Shōgai：
- Kikai：

### 朝鮮語
- Hangug：
- Sudo：
- Joseon：
- Uisa：
- Gaeseon：
- Jeongbu：
- JangGwan：
- Jeongchi：
- GongGo：
- Gajang：
- Kia：

### 英语
- /ˈtuː/：to, too, two
- /ˈraɪt/：rite, right, write, wright
- /ˈsaɪt/：cite, sight, site
- /ˈnaɪt/：knight, night
- /ˈbəʊl/：boll, bole, bowl
- /ˈhəʊ.li/：holy, holey, wholly
- /ˈnəʊz/：knows, nose, noes, nos

## 雙關語
同音词常用來創造雙關語以表達多重意義。常見於詩作以及有創意的文章。例如金聖嘆曾說：「蓮子心中苦，梨兒腹內酸。」即巧妙運用「蓮子」與「憐子」、「梨兒」與「離兒」的同音。。

### 詩歌中雙關語例子
- 劉禹錫〈竹枝詞〉：東邊日出西邊雨，道是無晴還有晴。（「晴情」雙關。）
- 〈子夜歌〉
  - 乘月採芙蓉，夜夜得蓮子。（「芙蓉、夫容」，「蓮子、憐子」雙關。）
  - 前絲斷纏綿，意欲結交情。春蠶易感化，絲子已復生。（「絲思」雙關。）

## 對聯
在對聯中，將一個字或幾個字形、字義不同而讀音相同的字，分别安排在一副對聯内，特別稱之為「異字同音」聯。例如明代楊繼盛題鎮江焦山聯：「焦山洞裡住椒山；揚子江頭渡楊子」，即運用了「揚楊」同音、「焦椒」同音。

## 参看
- 多音字
- 同音文章
- 雙關語
- 誤植
- 同形詞
- 偽友
- 施氏食狮史